# Musée du Faouët
 (novembre 2015).
Si vous disposez d'ouvrages ou d'articles de référence ou si vous connaissez des sites web de qualité traitant du thème abordé ici, merci de compléter l'article en donnant les références utiles à sa vérifiabilité et en les liant à la section « Notes et références ».
Le musée du Faouët, situé au Faouët dans le département du Morbihan en Bretagne, est un musée de peinture inauguré en 1987 dans un ancien couvent des Ursulines du XVIIe siècle, au no 1 de la rue de Quimper.
Le musée présente une collection constituée de dessins, peintures, gravures et sculptures, témoignant de la vie quotidienne au Faouët de 1845 à 1945. À partir du milieu du XIXe siècle, la richesse du patrimoine et des traditions du Faouët ont attiré de nombreux artistes français et étrangers en Bretagne intérieure.

## Historique

### 1914: la collection se constitue
Le premier noyau de la collection municipale est constitué à la veille de la Première Guerre mondiale, à l’initiative de Victor Robic, maire de l’époque. Artiste à ses heures, il entretient des relations d’amitié avec les artistes fréquentant la localité et les incite à partir de 1913 par la même occasion à faire don d'une ou de plusieurs de leurs œuvres à la commune du Faouët. Les premiers dons sont effectués pr des artistes habitués du Faouët comme Arthur Midy, Charles Rivière, Germain David-Nillet, Guy Wilthew, Fernand Legout-Gérard et Gabriel de Cool. Un premier musée est ainsi inauguré le 14 juillet 1914, dans l’enceinte de la mairie.

### Le premier musée
Pendant la Première Guerre mondiale d'autres artistes (Auguste Leroux, Jean-Maurice Duval, Jean-Bertrand Pégot-Ogier, Henri Guinier, Claude Marks, Jules Choquet, Alphonse Le Leuxhe) donnent aussi chacun un tableau. D'autres dons sont effectués pendant l'Entre-deux-guerres, par exemple Sydney Curnow Vosper en 1926 et Émile Legros en 1931. À la veille de la Seconde Guerre mondiale, la collection devait comprendre une trentaine d'œuvres dont le point commun est qu'elles illustrent toutes Le Faouët et ses environs. On ignore comment certaines (notamment de Victor Robic, Gustave de Launay et Maurice Grün) sont entrées dans la collection du musée.

### 1987: l'actuel musée du Faouët
En 1987, la commune se porte acquéreuse de l'ancien couvent des Ursulines, alors mis en vente. Cela permet la mise en valeur d'une collection municipale menacée peu à peu par l'oubli. Cela favorise aussi l'organisation d’expositions consacrées à des artistes ayant souvent fréquenté la petite cité, ou bien à des thématiques plus vastes, liées généralement à l'histoire des arts en Bretagne.
Parallèlement à la présentation de ces rétrospectives, le musée du Faouët a conduit, depuis le milieu des années 1990, notamment avec l’aide du conseil général du Morbihan, une active politique d'acquisition qui a abouti à quadrupler le nombre des œuvres conservées au sein de la collection.
Aujourd’hui, ces œuvres proviennent soit d’achats effectués directement par les municipalités successives, soit de dons et de legs accordés par des particuliers, soit de dépôts consentis par le département, la communauté de communes ou des collectionneurs privés. On mentionnera pour mémoire l'ensemble de seize tableaux et de seize dessins du peintre Jean-Georges Cornélius (1880-1963), mis en dépôt en 2003 par le conseil général, conformément au souhait de la donatrice, la fille de l’artiste.
En 2009, un parcours composé de huit chevalets est mis en place sur la commune (dans le bourg mais aussi à la chapelle Saint-Fiacre et Sainte-Barbe). Il permettait de découvrir le patrimoine architectural et religieux du Faouët à partir de reproductions de tableaux conservés au musée. À la suite de trop nombreuses dégradations, ce parcours a été supprimé. 
Le musée du Faouët obtient le 16 janvier 2012, du ministère de la Culture et de la Communication, l'appellation musée de France.[réf. nécessaire]
En décembre 2015, le musée voit naître une Association des amis du musée. Elle est enregistrée en sous-préfecture de Pontivy en février 2016 sous le régime loi de 1901. Les Amis du musée du Faouët ont pour but d’apporter leur concours au développement et au rayonnement du musée, de ses collections et de ses expositions, ainsi que de contribuer à l'enrichissement de sa  collection permanente par l'achat d'œuvres[réf. nécessaire].

## Collections
Le musée présente les œuvres des artistes  François Hippolyte Lalaisse Emmanuel Lansyer, Jules Trayer, Henri Guinier, Élisabeth Sonrel, Guy Wilthew, Germain David-Nillet, Arthur Midy, Henry d'Estienne, Adolphe Beaufrère, Ernest Guérin, Émile Compard, Mathurin Méheut, Henri Alphonse Barnoin, Charles Rivière, Marius Borgeaud, Auguste Leroux, Fernand Daucho, Oscar Chauvaux, Lucien-Victor Delpy, Lucien Demouge, Charles William Bartlett, Albert-Léopold Pierson, etc.

## Galerie

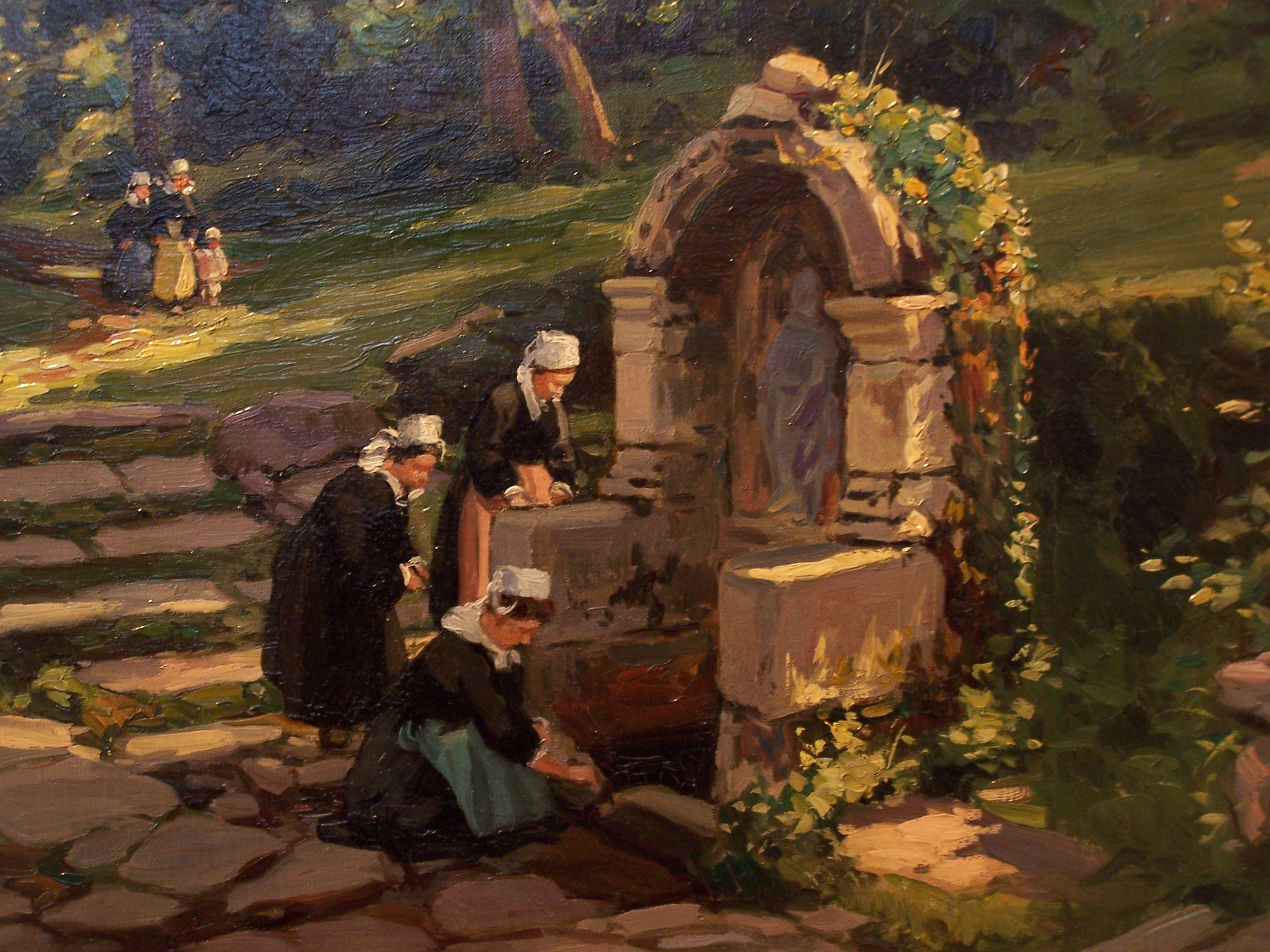
Henri Alphonse Barnoin (1882-1940), Fontaine Sainte-Barbe.
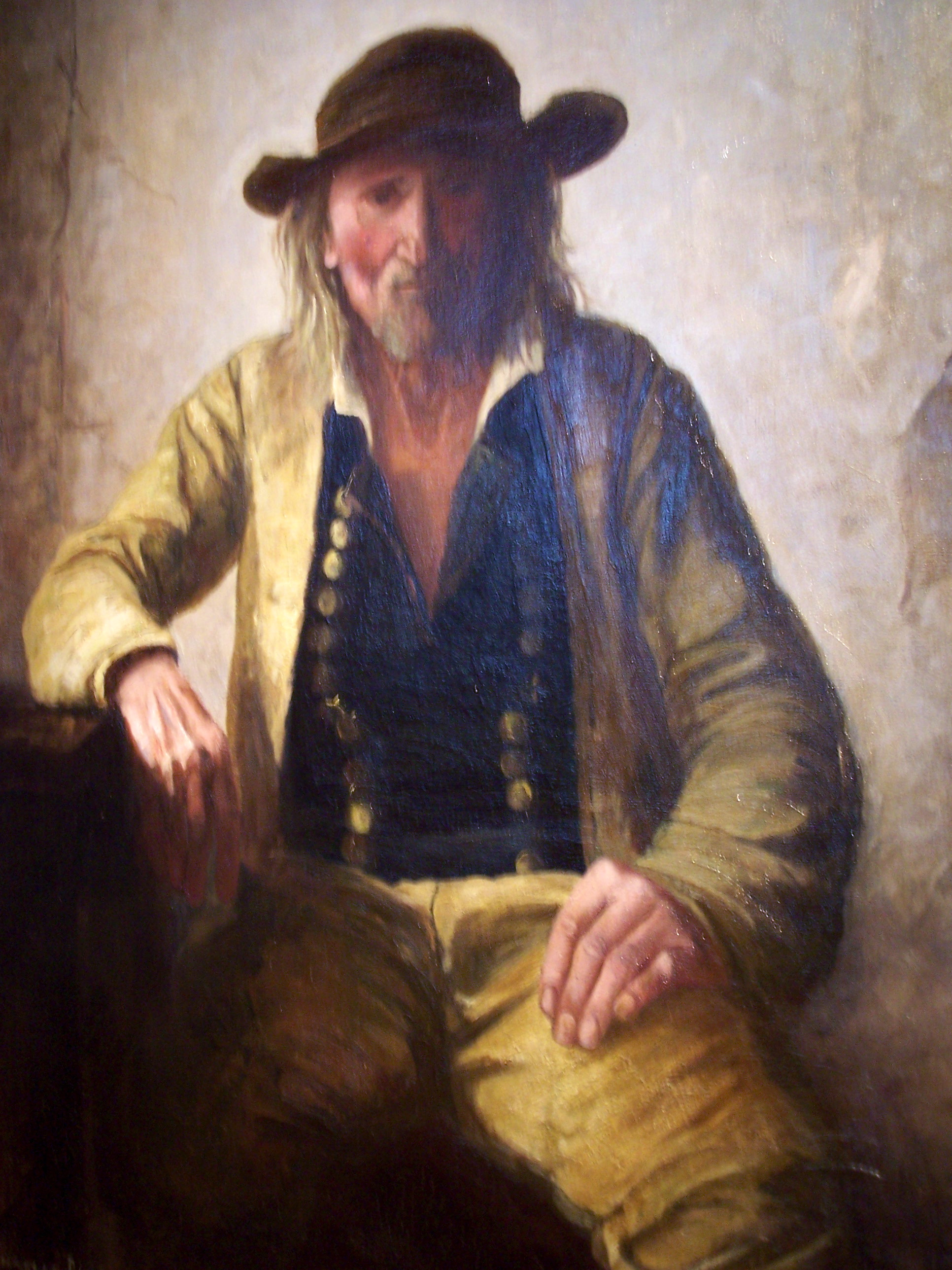
Charles Rivière (1848-1920), Breton (1910).
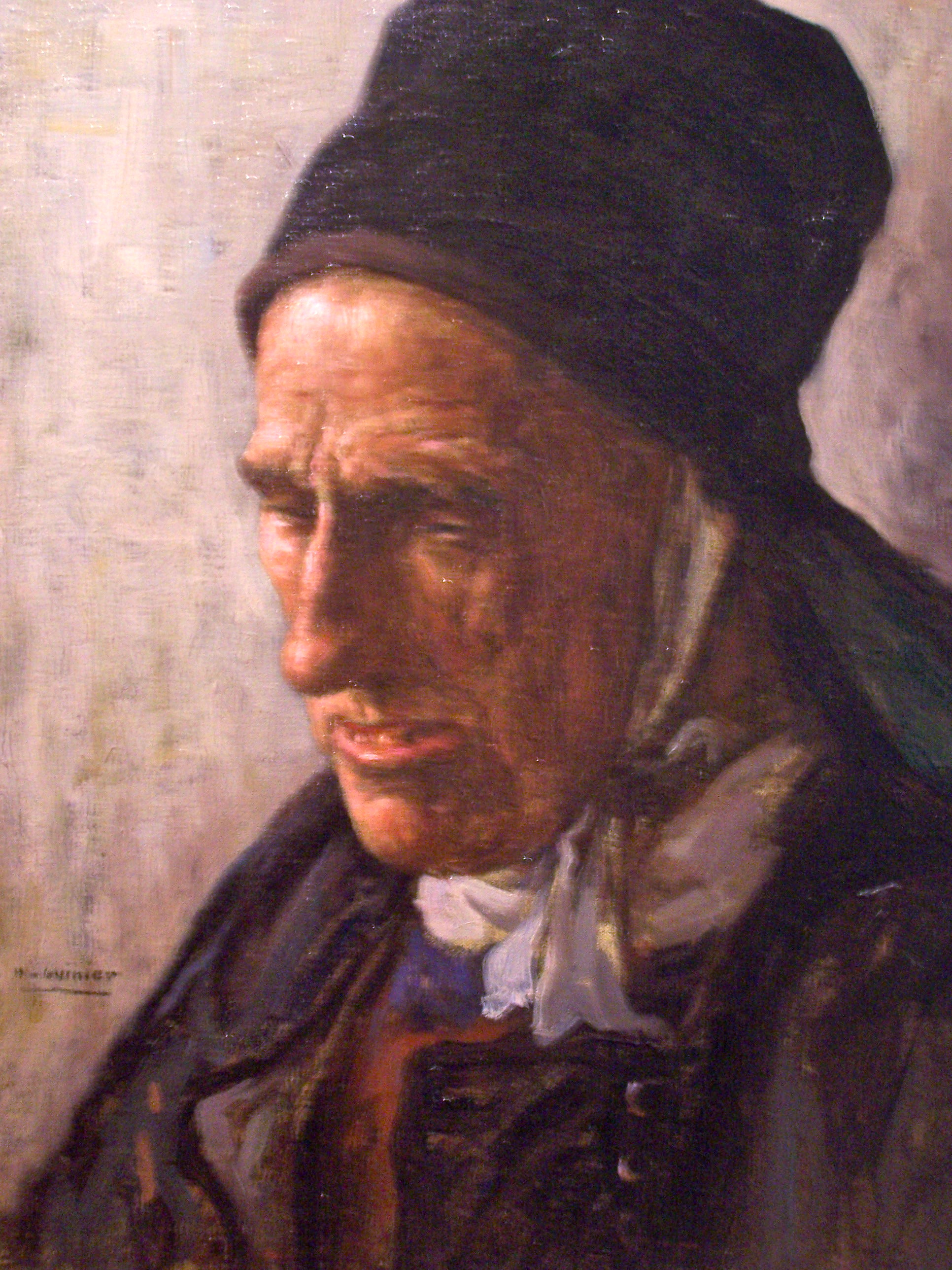
Henri Guinier (1867-1927), Veille Bretonne (1910).

## Expositions temporaires
Des expositions temporaires sont centrées sur des thématiques tirées des collections du musée ou de prêts :
2020
- du 13 juin au 15 novembre : Une famille d'artistes au Faouët - Guy Wilthew (1876-1920)[5],[6]

2019
- Des peintres entre terre et mer - Du Faouët à Concarneau

2018
- du 30 juin au 7 octobre : L'enfant dans la peinture bretonne
- du 1er avril au 10 juin : REGARD(S). Jeanne-Marie Barbey (1876-1960)

2017
- 100 métiers vus par les artistes en Bretagne

2016
- La fête vue par les peintres en Bretagne

2015
- du 27 juin au 11 octobre : Jean-Bertrand Pégot-Ogier (1877-1915)
- du 4 avril au 7 juin : Henry Déziré (1878-1965)

2014
- du 28 juin au 11 novembre : La Première Guerre mondiale vue par les peintres de la Bretagne
- du 5 avril au 9 juin : Le musée du Faouët a 100 ans !

2013
- du 29 juin au 13 octobre : Femmes artistes en Bretagne (1850-1950)
- du 30 mars au 9 juin : Henry d'Estienne (1872-1949)

2012
- du 1er juillet au 14 octobre : Maurice Ménardeau (1897-1977), peintre de la marine
- du 1er avril au 17 juin : Albert Swieykowski (1869-1953)

2011
- du 11 juin au 2 octobre : Fernand Dauchot dit Daucho (1898-1982)
- du 3 avril au 22 mai : Jean Frélaut (1879-1954)

2010
- du 12 juin au 3 octobre : Fernand Le Gout-Gérard (1854-1924)
- du 4 avril au 23 mai : La danse en Bretagne vue par les peintres (1850-1950)

2009
- du 14 juin au 4 octobre : Micheau-Vernez (1907-1989)
- du 5 avril au 24 mai : Quand les collections sortent de leur réserve

2008
- du 15 juin au 5 octobre : Henri Guinier (1867-1927)
- du 5 avril au 12 mai : Affiches anciennes originales - De l’opéra à l’opérette

2007
- du 24 juin au 7 octobre : Des habits et nous - Vêtir nos identités
- du 1er avril au 27 mai : Peintres graveurs de l'École de Paris, 1930-1960

2006
- du 18 juin au 1er octobre : Henri Barnoin (1882-1940)
- du 1er avril au 8 mai : La photographie en Bretagne (1840-1914)

2005
- du 19 juin au 2 octobre : Jean Bouchaud (1891-1977). Peintre voyageur (Bretagne, Afrique, Asie)
- du 1er avril au 8 mai :  Jeanne-Marie Barbey (1876-1960)

2004
- du 13 juin au 3 octobre : Arthur Midy (1877-1944)
- du 1er avril au 2 mai : De sardines en dentelles, 1903 - la dentelle d'Irlande en Bretagne - 2004

2003
- du 15 juin au 5 octobre : Un siècle de peinture au Faouët (1845-1945)
- du 1er avril au 30 avril : Les maîtres de l'affiche

2002
- du 19 juin au 29 septembre : Ar Seiz Breur (1923-1947)

2001
- du 3 juin au 7 septembre : Sydney Curnow Vosper (en) (1866-1942)
- du 1er avril au 29 avril : Le témoignage photographique de Fernand Cadoret (1855-1918)

2000
- du 11 juin au 15 octobre : Le sport dans l'art
- du 1er avril au 30 avril : Alain Le Quernec (né en 1944)